# Grand Prix automobile de Malaisie 2016
GP précédent GP suivant
Le Grand Prix automobile de Malaisie 2016 (2016 Formula 1 Petronas Malaysia Grand Prix), disputé le 2 octobre 2016 sur le circuit international de Sepang, est la 951e épreuve du championnat du monde de Formule 1 courue depuis 1950, la dix-huitième disputée à Sepang depuis 1999, et la seizième manche du championnat 2016.
Lewis Hamilton devance son coéquipier Nico Rosberg de plus de quatre dixièmes de seconde pour réaliser la cinquante-septième pole position de sa carrière débutée en 2007 et s'élancer pour la centième fois depuis la première ligne. Sa première tentative lors de la troisième phase qualificative lui suffit pour se mettre hors de portée, battant, en 1 minute 32 secondes 850 centièmes, le record de la pole position sur la piste de Sepang détenu depuis 2004 par Michael Schumacher tandis que Rosberg doit s'y reprendre à deux fois, après n'avoir obtenu que le cinquième temps lors de son premier essai, pour se hisser à ses côtés en haut de la grille de départ. Derrière les Flèches d'Argent qui occupent la première ligne pour la neuvième fois cette saison, les Red Bull Racing de Max Verstappen (troisième) et Daniel Ricciardo (quatrième) devancent les Ferrari de Sebastian Vettel qui précède Kimi Räikkönen en troisième ligne puis les Force India de Sergio Pérez et Nico Hülkenberg en quatrième ligne. Jenson Button s'élance de la neuvième place pour son trois-centième départ en Grand Prix depuis ses débuts en 2000.
Pour la première fois depuis la saison 2013, à l'ère du moteur V8, Red Bull Racing réalise un doublé au terme des cinquante-six-tours de course. Daniel Ricciardo remporte, devant Max Verstappen, sa quatrième victoire en Grand Prix ; il ne s'était plus imposé depuis le Grand Prix de Belgique 2014. Il doit pour cela résister à son jeune coéquipier, particulièrement aux alentours du trente-neuvième tour où ce dernier, parvenu dans la « zone DRS », porte plusieurs attaques. L'écurie autrichienne interrompt une série de dix victoires consécutives des Mercedes en profitant de leurs malheurs puisque Nico Rosberg est envoyé en tête-à-queue dans le premier virage après un triple contact provoquant l'abandon concomitant de Sebastian Vettel (pénalisé d'un recul de trois places au prochain Grand Prix à cause de cette manœuvre) tandis que Lewis Hamilton est victime d'une rarissime casse de son moteur Mercedes V6 turbo hybride après quarante et un tours alors qu'il roule confortablement en tête. Rosberg, relégué en dernière position au premier tour, parvient à monter sur le podium et à réaliser une bonne opération dans sa quête du titre mondial, malgré sa pénalité de dix secondes infligée pour avoir percuté Kimi Räikkönen en le dépassant ; le Finlandais termine néanmoins quatrième, à plus de treize secondes du leader du championnat. Valtteri Bottas prend la cinquième place devant Sergio Pérez et les deux McLaren-Honda se classent dans les points : Fernando Alonso septième et Jenson Button neuvième, Nico Hülkenberg s'intercalant entre eux. Le pilote novice Jolyon Palmer inscrit le point de la dixième place, son premier en Formule 1.  
Rosberg, avec 288 points, prend une avance de vingt-trois points sur Hamilton resté à 265 points. Ricciardo consolide sa troisième place (204 points) devant Räikkönen (160 points) qui repasse Vettel (153 points). Max Verstappen, avec 147 points, devance Bottas (80 points), Pérez (74 points) et Hülkenberg (50 points). Mercedes dont le sacre 2016 est retardé par Red Bull (une victoire en Malaisie lui permettait d'obtenir un troisième titre consécutif) mène le championnat constructeurs avec 553 points, devant Red Bull Racing (359 points) qui distance désormais la Scuderia Ferrari (313 points) de quarante-six points ; suivent Force India (124 points), Williams (121 points), McLaren (62 points), Scuderia Toro Rosso (47 points), Haas (28 points), Renault (8 points) et Manor (1 point).

## Pneus disponibles
| Pneus pour piste sèche | Pneus pour piste sèche | Pneus pour piste sèche | Pneus pluie    | Pneus pluie |
| ---------------------- | ---------------------- | ---------------------- | -------------- | ----------- |
| Tendres                | Medium                 | Durs                   | Intermédiaires | Pluie       |

## Essais libres

### Première séance du vendredi

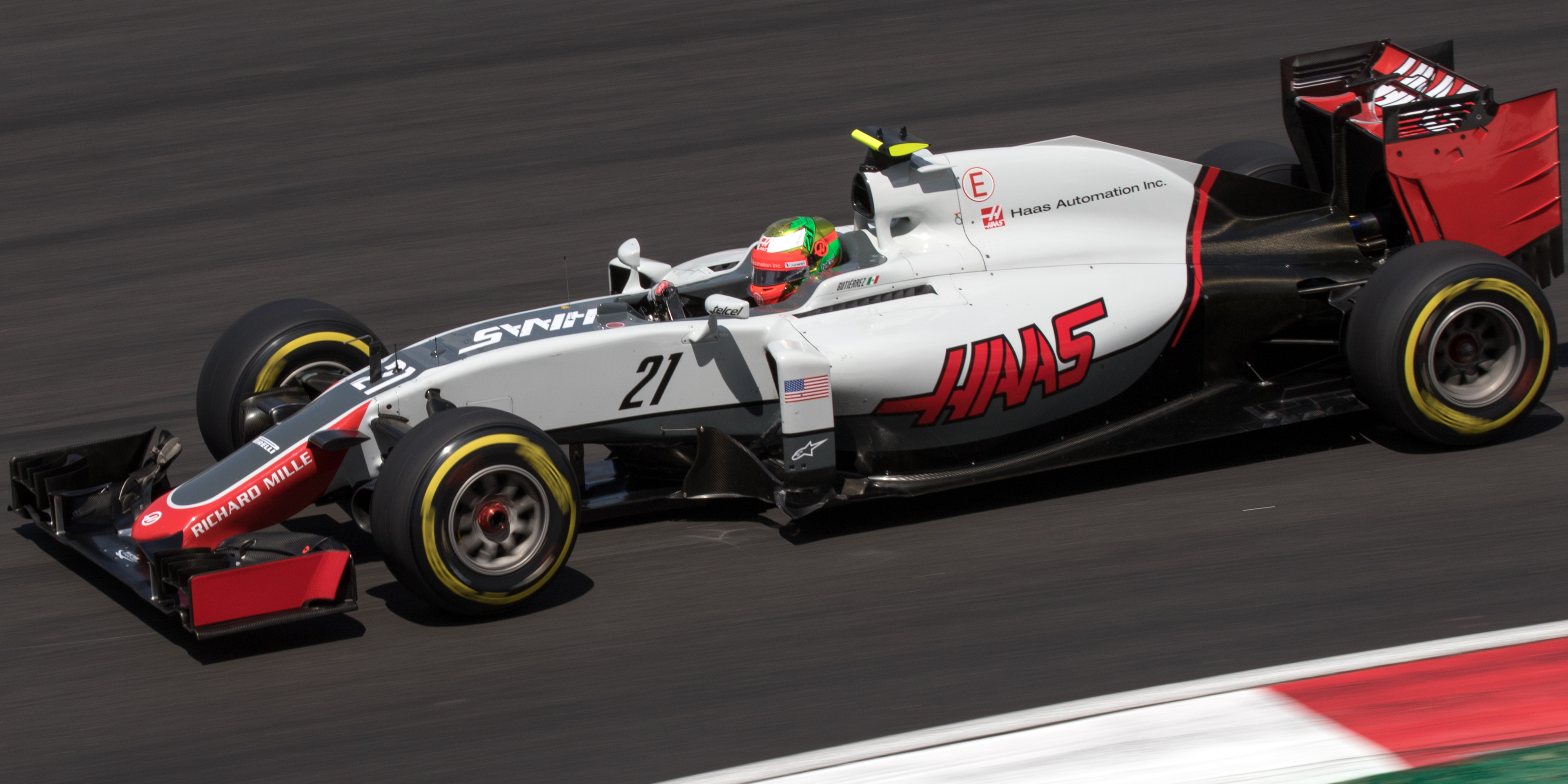
Esteban Gutiérrez au Grand Prix automobile de Malaisie 2016.

| Pos. | Pilote           | Voiture            | Chrono         | Écart     |
| ---- | ---------------- | ------------------ | -------------- | --------- |
| 1    | Nico Rosberg     | Mercedes           | 1 min 35 s 227 |           |
| 2    | Lewis Hamilton   | Mercedes           | 1 min 35 s 721 | + 0 s 494 |
| 3    | Kimi Räikkönen   | Ferrari            | 1 min 36 s 315 | + 1 s 088 |
| 4    | Sebastian Vettel | Ferrari            | 1 min 36 s 331 | + 1 s 104 |
| 5    | Fernando Alonso  | McLaren-Honda      | 1 min 36 s 510 | + 1 s 283 |
| 6    | Daniel Ricciardo | Red Bull-TAG Heuer | 1 min 36 s 753 | + 1 s 526 |

### Deuxième séance du vendredi

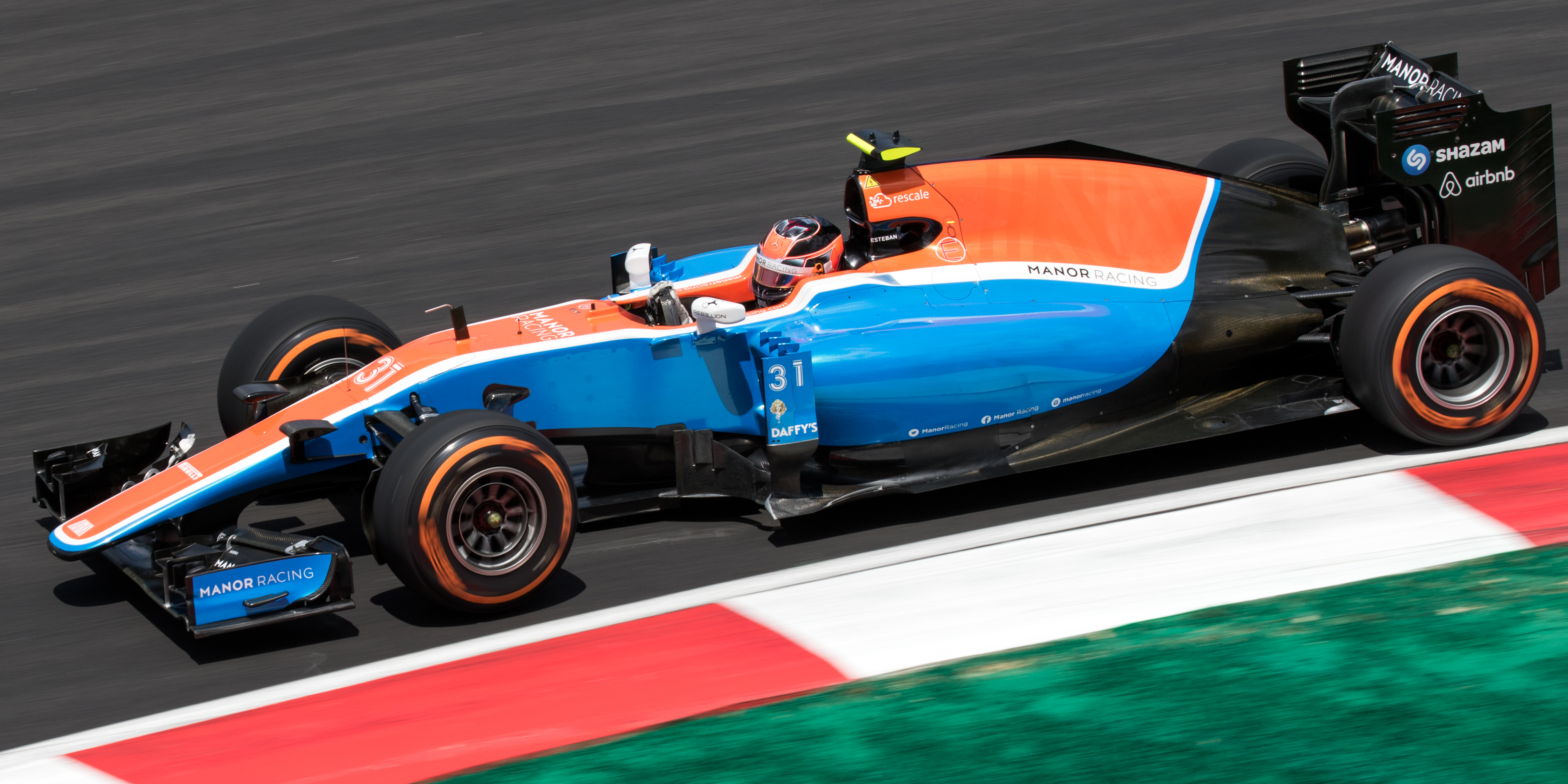
Esteban Ocon au Grand Prix automobile de Malaisie 2016.

| Pos. | Pilote           | Voiture              | Chrono         | Écart     |
| ---- | ---------------- | -------------------- | -------------- | --------- |
| 1    | Lewis Hamilton   | Mercedes             | 1 min 34 s 944 |           |
| 2    | Nico Rosberg     | Mercedes             | 1 min 35 s 177 | + 0 s 233 |
| 3    | Sebastian Vettel | Ferrari              | 1 min 35 s 604 | + 0 s 661 |
| 4    | Kimi Räikkönen   | Ferrari              | 1 min 35 s 842 | + 0 s 898 |
| 5    | Max Verstappen   | Red Bull-TAG Heuer   | 1 min 36 s 037 | + 1 s 093 |
| 6    | Sergio Pérez     | Force India-Mercedes | 1 min 36 s 284 | + 1 s 340 |

### Troisième séance, le samedi

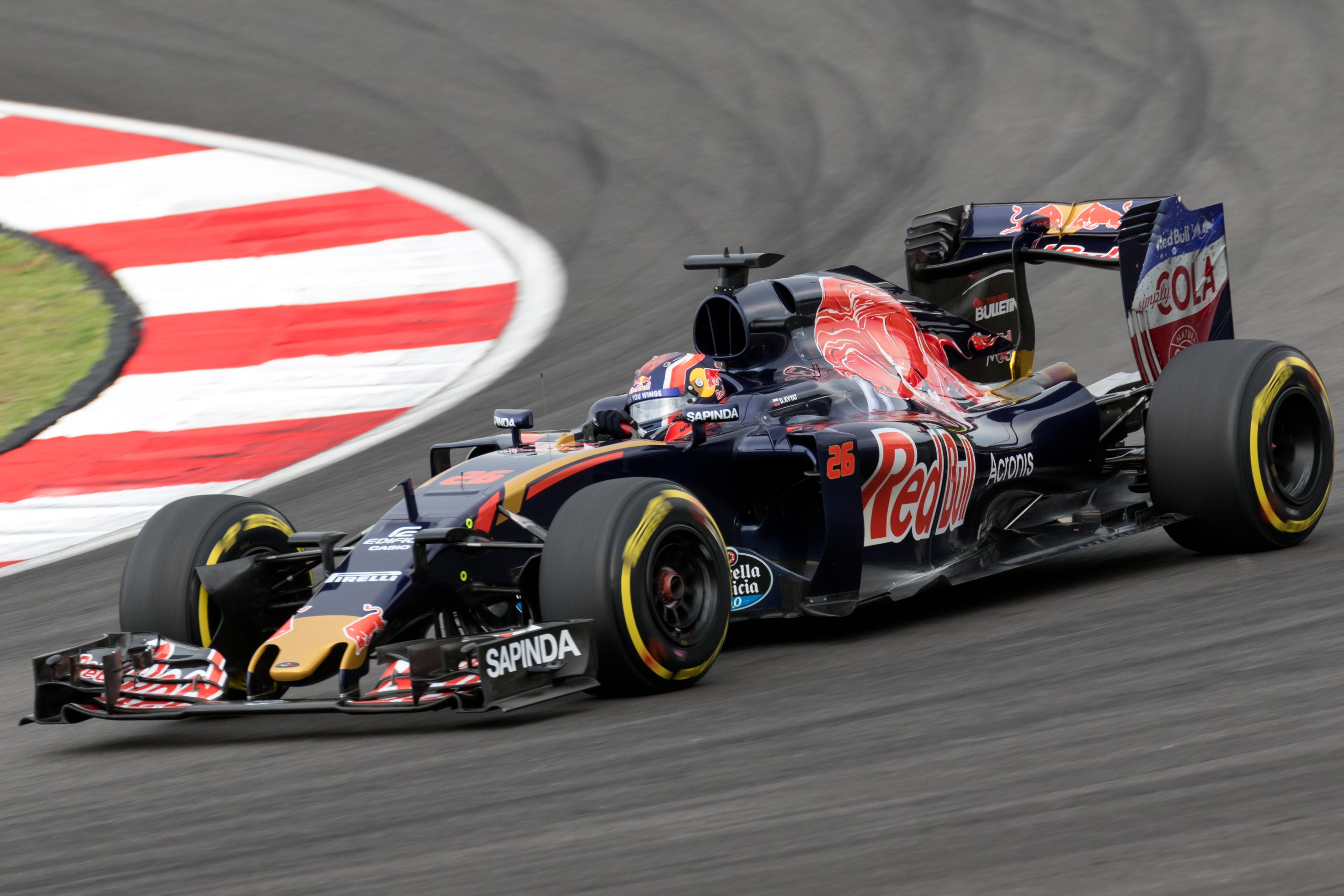
Daniil Kvyat au Grand Prix automobile de Malaisie 2016.

| Pos. | Pilote           | Voiture            | Chrono         | Écart     |
| ---- | ---------------- | ------------------ | -------------- | --------- |
| 1    | Lewis Hamilton   | Mercedes           | 1 min 34 s 434 |           |
| 2    | Max Verstappen   | Red Bull-TAG Heuer | 1 min 34 s 879 | + 0 s 445 |
| 3    | Nico Rosberg     | Mercedes           | 1 min 35 s 053 | + 0 s 619 |
| 4    | Kimi Räikkönen   | Ferrari            | 1 min 35 s 150 | + 0 s 716 |
| 5    | Sebastian Vettel | Ferrari            | 1 min 35 s 170 | + 0 s 736 |
| 6    | Daniel Ricciardo | Red Bull-TAG Heuer | 1 min 35 s 461 | + 1 s 027 |

## Séances de qualifications

### Résultats des qualifications

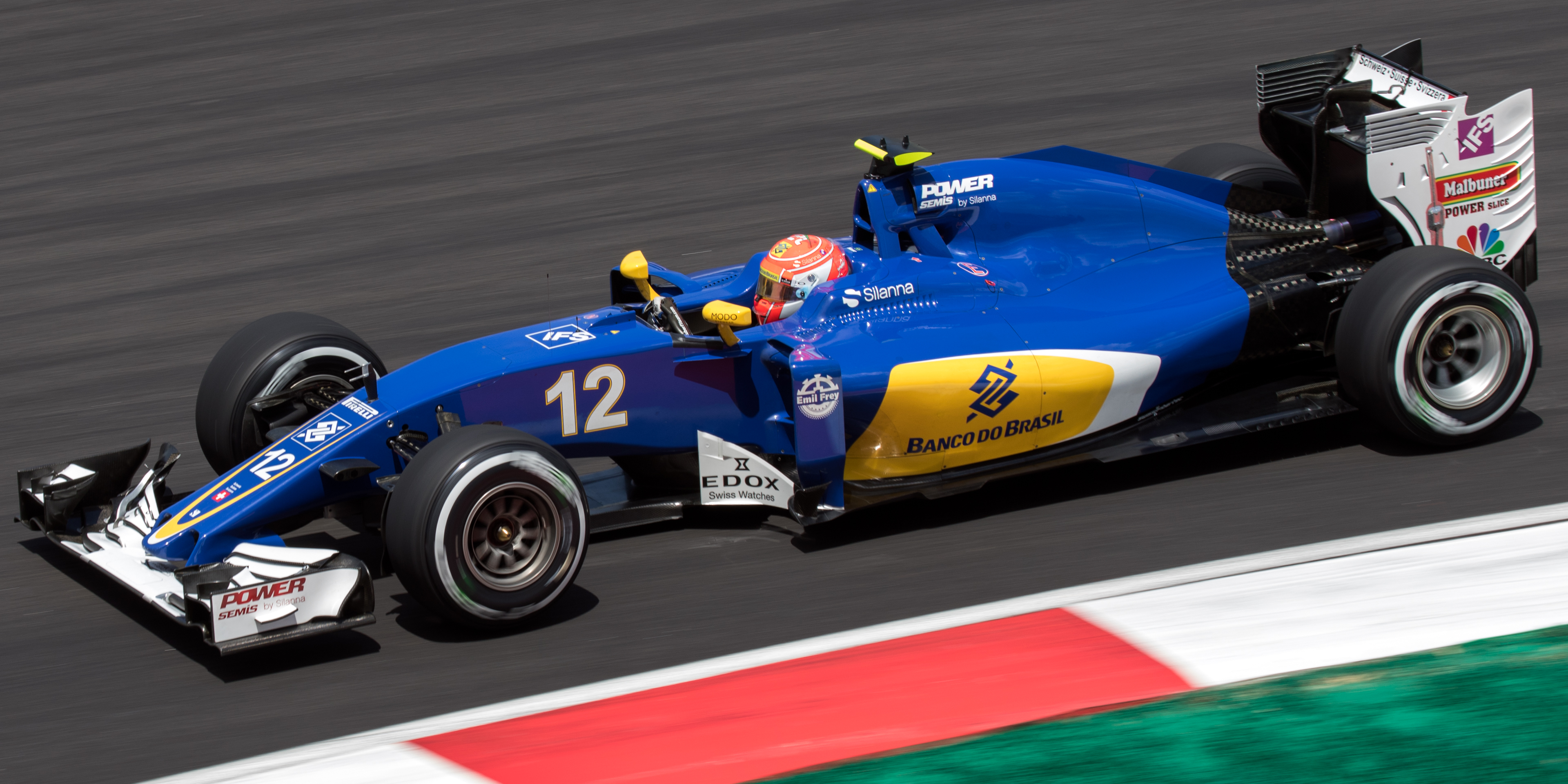
Felipe Nasr au Grand Prix automobile de Malaisie 2016.

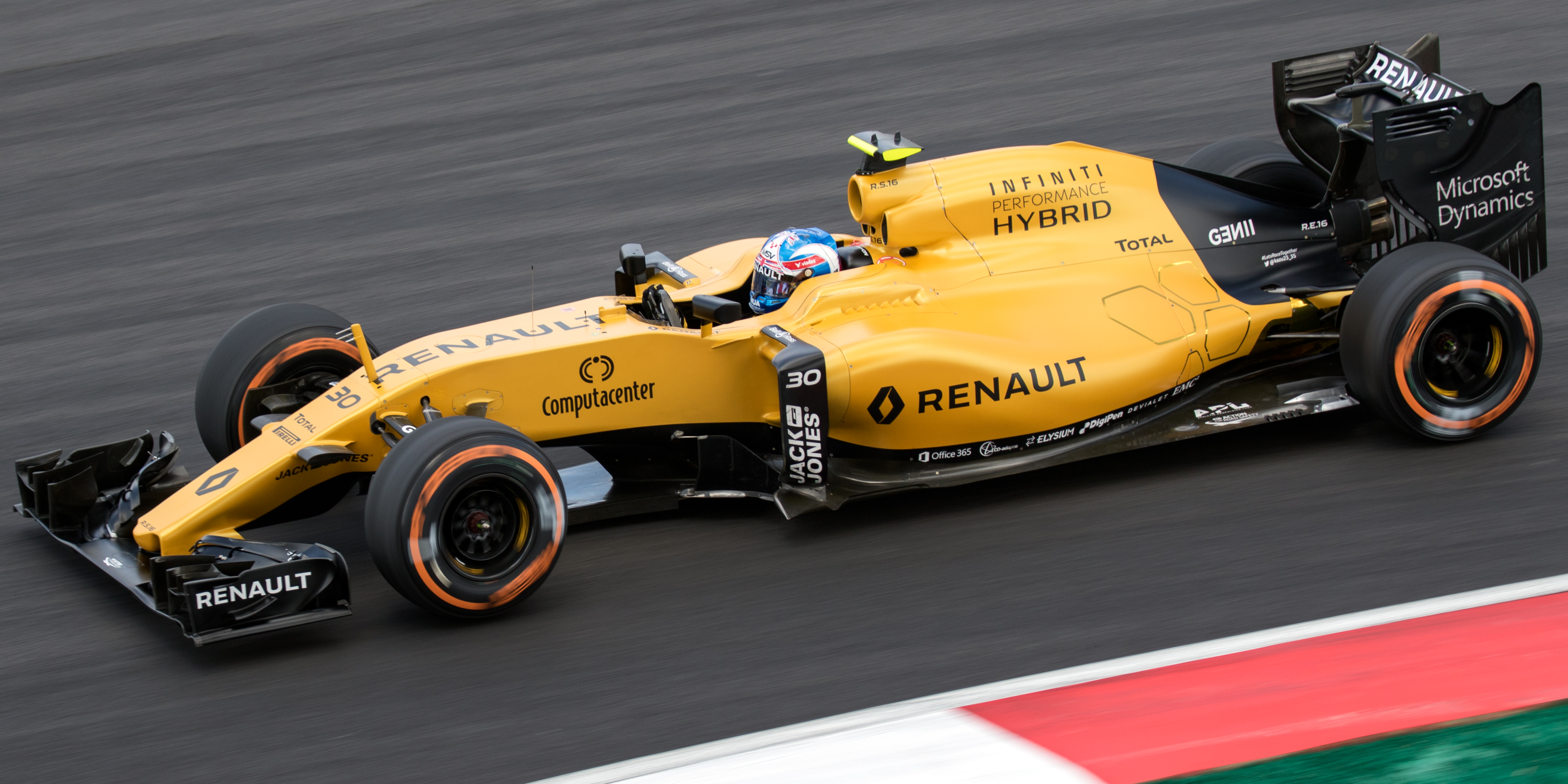
Jolyon Palmer au Grand Prix automobile de Malaisie 2016.

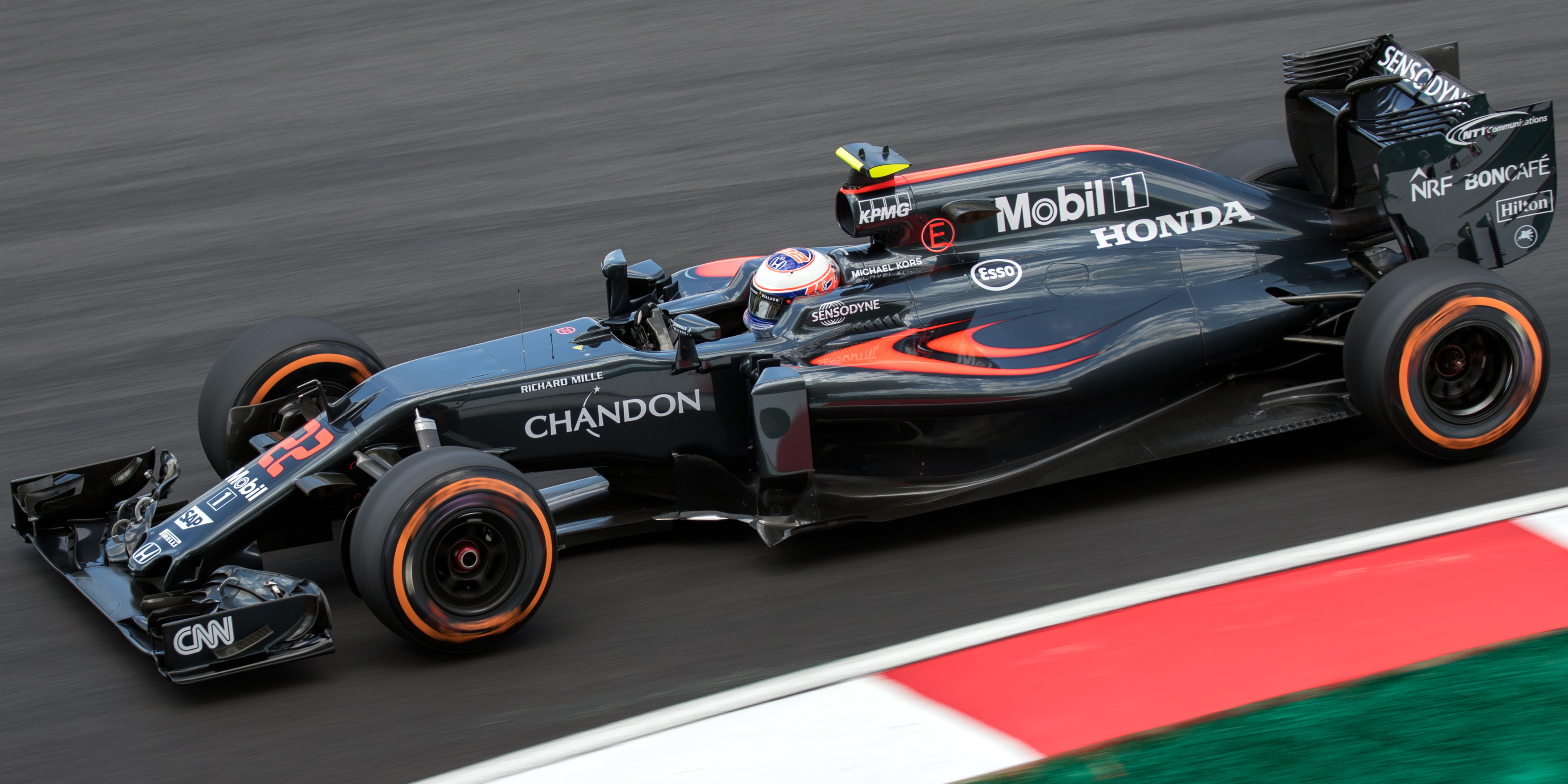
Jenson Button au Grand Prix automobile de Malaisie 2016.

| Pos.                                                                                      | Pilote            | Écurie               | Qualifications 1 | Qualifications 2 | Qualifications 3 |
| ----------------------------------------------------------------------------------------- | ----------------- | -------------------- | ---------------- | ---------------- | ---------------- |
| 1                                                                                         | Lewis Hamilton    | Mercedes             | 1 min 34 s 444   | 1 min 33 s 046   | 1 min 32 s 850   |
| 2                                                                                         | Nico Rosberg      | Mercedes             | 1 min 34 s 460   | 1 min 33 s 609   | 1 min 33 s 264   |
| 3                                                                                         | Max Verstappen    | Red Bull-TAG Heuer   | 1 min 35 s 443   | 1 min 33 s 775   | 1 min 33 s 420   |
| 4                                                                                         | Daniel Ricciardo  | Red Bull-TAG Heuer   | 1 min 35 s 079   | 1 min 33 s 888   | 1 min 33 s 467   |
| 5                                                                                         | Sebastian Vettel  | Ferrari              | 1 min 34 s 557   | 1 min 33 s 972   | 1 min 33 s 584   |
| 6                                                                                         | Kimi Räikkönen    | Ferrari              | 1 min 34 s 556   | 1 min 33 s 903   | 1 min 33 s 632   |
| 7                                                                                         | Sergio Pérez      | Force India-Mercedes | 1 min 35 s 068   | 1 min 34 s 538   | 1 min 34 s 319   |
| 8                                                                                         | Nico Hülkenberg   | Force India-Mercedes | 1 min 34 s 827   | 1 min 34 s 441   | 1 min 34 s 489   |
| 9                                                                                         | Jenson Button     | McLaren-Honda        | 1 min 35 s 267   | 1 min 34 s 431   | 1 min 34 s 518   |
| 10                                                                                        | Felipe Massa      | Williams-Mercedes    | 1 min 35 s 267   | 1 min 34 s 422   | 1 min 34 s 671   |
| 11                                                                                        | Valtteri Bottas   | Williams-Mercedes    | 1 min 35 s 166   | 1 min 34 s 577   |                  |
| 12                                                                                        | Romain Grosjean   | Haas-Ferrari         | 1 min 35 s 400   | 1 min 35 s 001   |                  |
| 13                                                                                        | Esteban Gutiérrez | Haas-Ferrari         | 1 min 35 s 658   | 1 min 35 s 097   |                  |
| 14                                                                                        | Kevin Magnussen   | Renault              | 1 min 35 s 593   | 1 min 35 s 277   |                  |
| 15                                                                                        | Daniil Kvyat      | Toro Rosso-Ferrari   | 1 min 35 s 695   | 1 min 35 s 369   |                  |
| 16                                                                                        | Carlos Sainz Jr.  | Toro Rosso-Ferrari   | 1 min 35 s 605   | 1 min 35 s 374   |                  |
| 17                                                                                        | Marcus Ericsson   | Sauber-Ferrari       | 1 min 35 s 816   |                  |                  |
| 18                                                                                        | Felipe Nasr       | Sauber-Ferrari       | 1 min 35 s 949   |                  |                  |
| 19                                                                                        | Jolyon Palmer     | Renault              | 1 min 35 s 999   |                  |                  |
| 20                                                                                        | Esteban Ocon      | Manor-Mercedes       | 1 min 36 s 451   |                  |                  |
| 21                                                                                        | Pascal Wehrlein   | Manor-Mercedes       | 1 min 36 s 587   |                  |                  |
| 22                                                                                        | Fernando Alonso   | McLaren-Honda        | 1 min 37 s 155   |                  |                  |
| Temps minimal à réaliser pour la qualification : 1 min 41 s 055 (107 % de 1 min 34 s 444) |                   |                      |                  |                  |                  |

### Grille de départ du Grand Prix
- Fernando Alonso, auteur du vingt-deuxième temps des qualifications, est pénalisé d'un recul de 45 places sur la grille de départ après le changement d'éléments du groupe propulseur ; cette pénalité ne change rien à son placement sur la grille de départ puisqu'il s'élance de la dernière place[5].

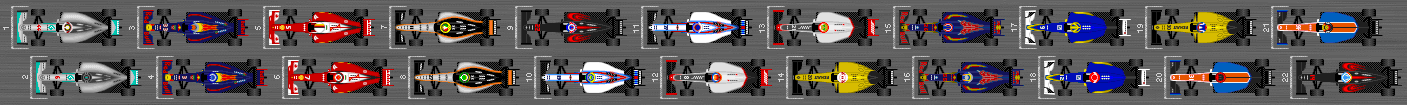
La grille de départ du Grand Prix de Malaisie 2016.

## Course

### Classement de la course
| Pos. | no | Pilote            | Écurie               | Tours | Temps/Abandon                      | Grille  | Points |
| ---- | -- | ----------------- | -------------------- | ----- | ---------------------------------- | ------- | ------ |
| 1    | 3  | Daniel Ricciardo  | Red Bull-TAG Heuer   | 56    | 1 h 37 min 12 s 776 (191,584 km/h) | 4       | 25     |
| 2    | 33 | Max Verstappen    | Red Bull-TAG Heuer   | 56    | + 2 s 443                          | 3       | 18     |
| 3    | 6  | Nico Rosberg      | Mercedes             | 56    | + 25 s 516 (dont 10 s de pénalité) | 2       | 15     |
| 4    | 7  | Kimi Räikkönen    | Ferrari              | 56    | + 28 s 785                         | 6       | 12     |
| 5    | 77 | Valtteri Bottas   | Williams-Mercedes    | 56    | + 1 min 01 s 582                   | 11      | 10     |
| 6    | 11 | Sergio Pérez      | Force India-Mercedes | 56    | + 1 min 03 s 794                   | 7       | 8      |
| 7    | 14 | Fernando Alonso   | McLaren-Honda        | 56    | + 1 min 05 s 205                   | 22      | 6      |
| 8    | 27 | Nico Hülkenberg   | Force India-Mercedes | 56    | + 1 min 14 s 062                   | 8       | 4      |
| 9    | 22 | Jenson Button     | McLaren-Honda        | 56    | + 1 min 22 s 116                   | 9       | 2      |
| 10   | 30 | Jolyon Palmer     | Renault              | 56    | + 1 min 35 s 466                   | 19      | 1      |
| 11   | 55 | Carlos Sainz Jr.  | Toro Rosso-Ferrari   | 56    | + 1 min 38 s 878                   | 16      |        |
| 12   | 9  | Marcus Ericsson   | Sauber-Ferrari       | 55    | + 1 tour                           | 17      |        |
| 13   | 19 | Felipe Massa      | Williams-Mercedes    | 55    | + 1 tour                           | pitlane |        |
| 14   | 26 | Daniil Kvyat      | Toro Rosso-Ferrari   | 55    | + 1 tour                           | 15      |        |
| 15   | 94 | Pascal Wehrlein   | Manor-Mercedes       | 55    | + 1 tour                           | 21      |        |
| 16   | 31 | Esteban Ocon      | Manor-Mercedes       | 55    | + 1 tour                           | 20      |        |
| Abd. | 12 | Felipe Nasr       | Sauber-Ferrari       | 46    | Freins                             | 18      |        |
| Abd. | 44 | Lewis Hamilton    | Mercedes             | 40    | Casse moteur                       | 1       |        |
| Abd. | 21 | Esteban Gutiérrez | Haas-Ferrari         | 39    | Perte d'une roue avant             | 13      |        |
| Abd. | 20 | Kevin Magnussen   | Renault              | 17    | Tenue de route                     | 14      |        |
| Abd. | 8  | Romain Grosjean   | Haas-Ferrari         | 7     | Freins                             | 12      |        |
| Abd. | 5  | Sebastian Vettel  | Ferrari              | 0     | Accrochage                         | 5       |        |

### Pole position et record du tour
- Pole position :  Lewis Hamilton (Mercedes) en 1 min 32 s 850 (214,914 km/h)[7].
- Meilleur tour en course :  Nico Rosberg (Mercedes) en 1 min 36 s 424 (206,948 km/h) au quarante-quatrième tour[8].

### Tours en tête
- Lewis Hamilton : 33 tours  (1-19 / 27-40)[9]
- Daniel Ricciardo : 18 tours (20-21 / 41-56)
- Max Verstappen : 5 tours (22-26)

## Classements généraux à l'issue de la course
| Pos. | Pilote            | Écurie               | Points |
| ---- | ----------------- | -------------------- | ------ |
| 1er  | Nico Rosberg      | Mercedes             | 288    |
| 2    | Lewis Hamilton    | Mercedes             | 265    |
| 3    | Daniel Ricciardo  | Red Bull-TAG Heuer   | 204    |
| 4    | Kimi Räikkönen    | Ferrari              | 160    |
| 5    | Sebastian Vettel  | Ferrari              | 153    |
| 6    | Max Verstappen    | Red Bull-TAG Heuer   | 147    |
| 7    | Valtteri Bottas   | Williams-Mercedes    | 80     |
| 8    | Sergio Pérez      | Force India-Mercedes | 74     |
| 9    | Nico Hülkenberg   | Force India-Mercedes | 50     |
| 10   | Fernando Alonso   | McLaren-Honda        | 42     |
| 11   | Felipe Massa      | Williams-Mercedes    | 41     |
| 12   | Carlos Sainz Jr.  | Toro Rosso-Ferrari   | 30     |
| 13   | Romain Grosjean   | Haas-Ferrari         | 28     |
| 14   | Daniil Kvyat      | Toro Rosso-Ferrari   | 25     |
| 15   | Jenson Button     | McLaren-Honda        | 19     |
| 16   | Kevin Magnussen   | Renault              | 7      |
| 17   | Jolyon Palmer     | Renault              | 1      |
| 18   | Pascal Wehrlein   | Manor-Mercedes       | 1      |
| 19   | Stoffel Vandoorne | McLaren-Honda        | 1      |

| Pos. | Écurie               | Points |
| ---- | -------------------- | ------ |
| 1er  | Mercedes             | 553    |
| 2    | Red Bull-TAG Heuer   | 359    |
| 3    | Ferrari              | 313    |
| 4    | Force India-Mercedes | 124    |
| 5    | Williams-Mercedes    | 121    |
| 6    | McLaren-Honda        | 62     |
| 7    | Toro Rosso-Ferrari   | 47     |
| 8    | Haas-Ferrari         | 28     |
| 9    | Renault              | 8      |
| 10   | Manor-Mercedes       | 1      |

## Statistiques

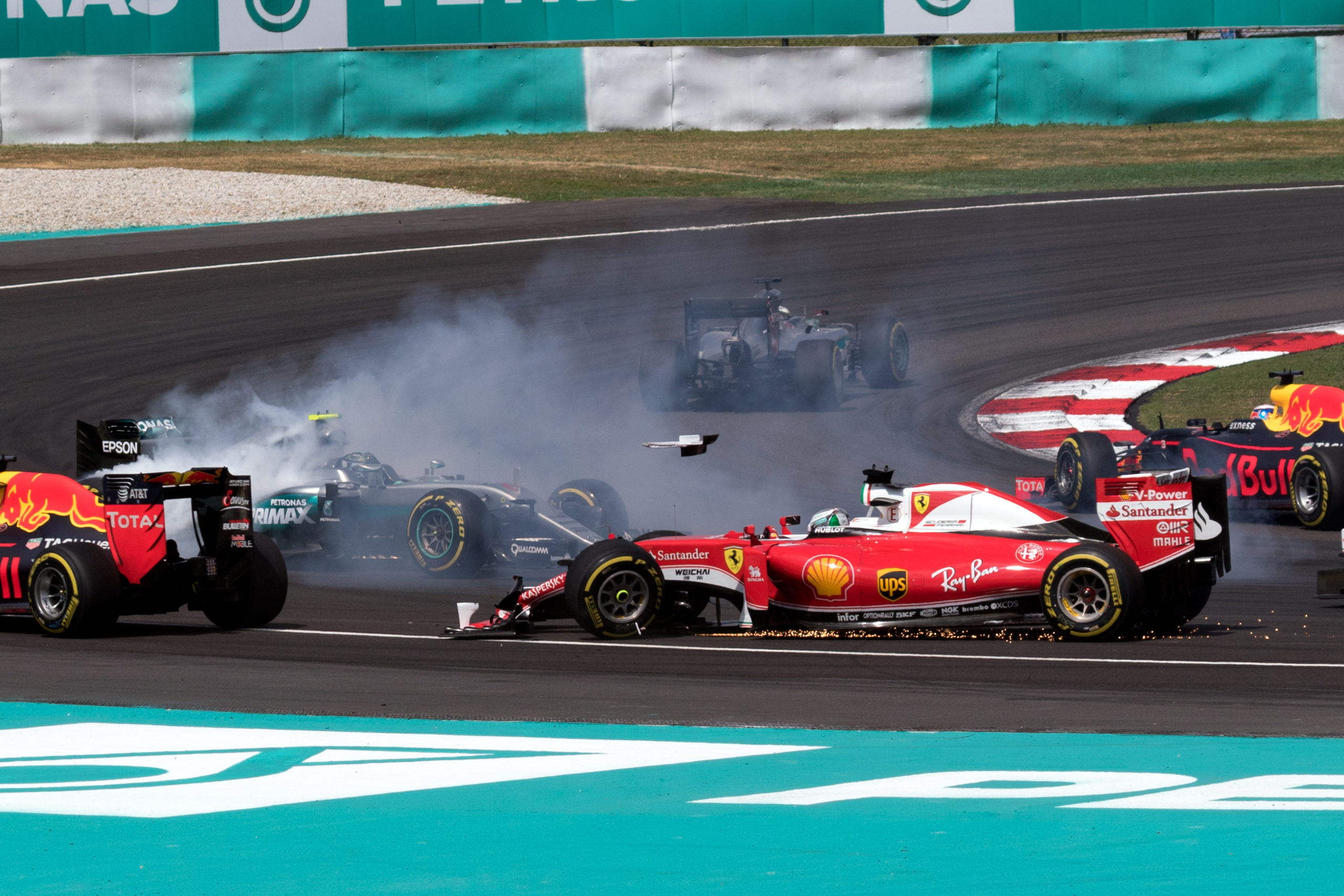
L'accident du premier tour au Grand Prix automobile de Malaisie 2016.

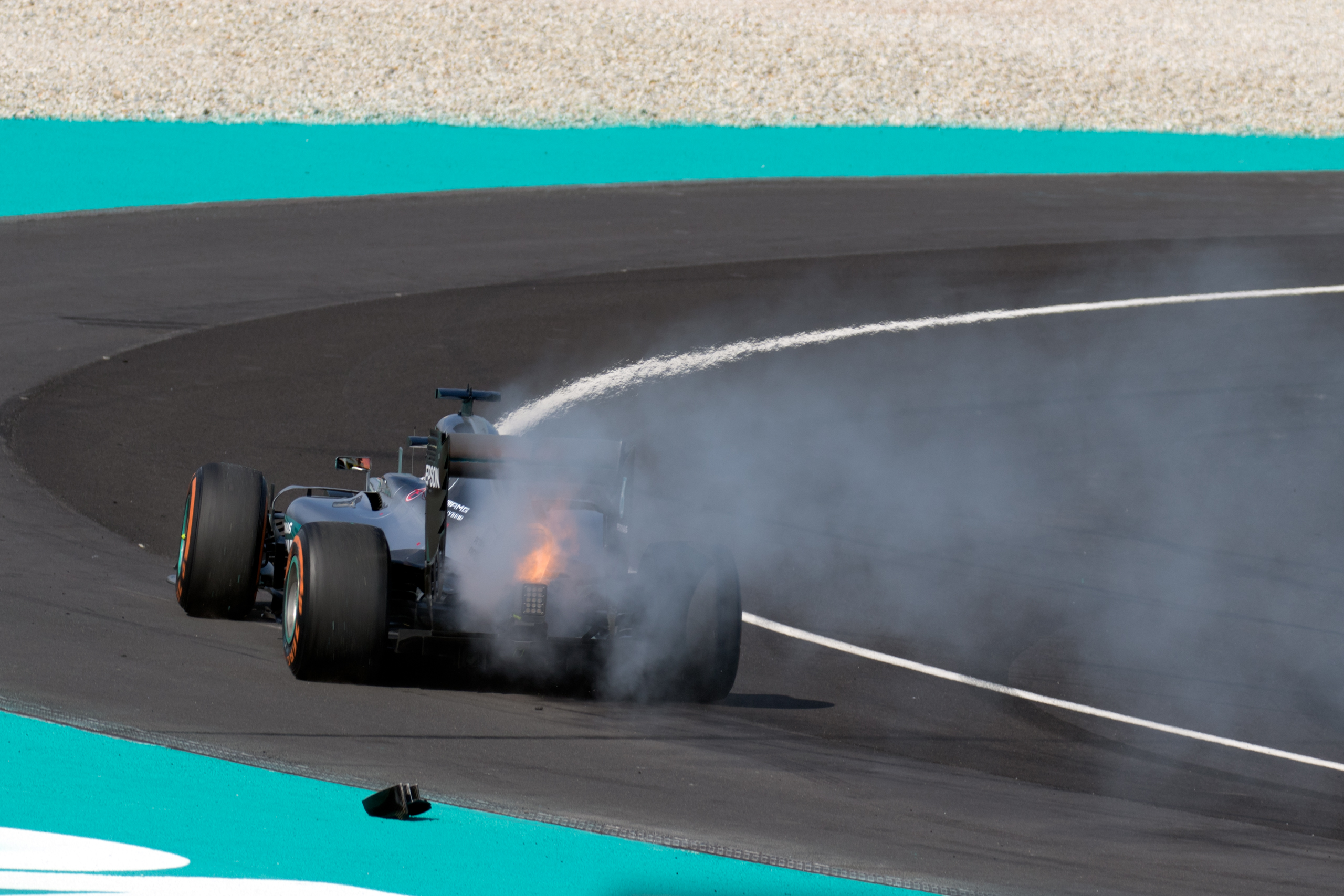
L'abandon de Lewis Hamilton au Grand Prix automobile de Malaisie 2016.

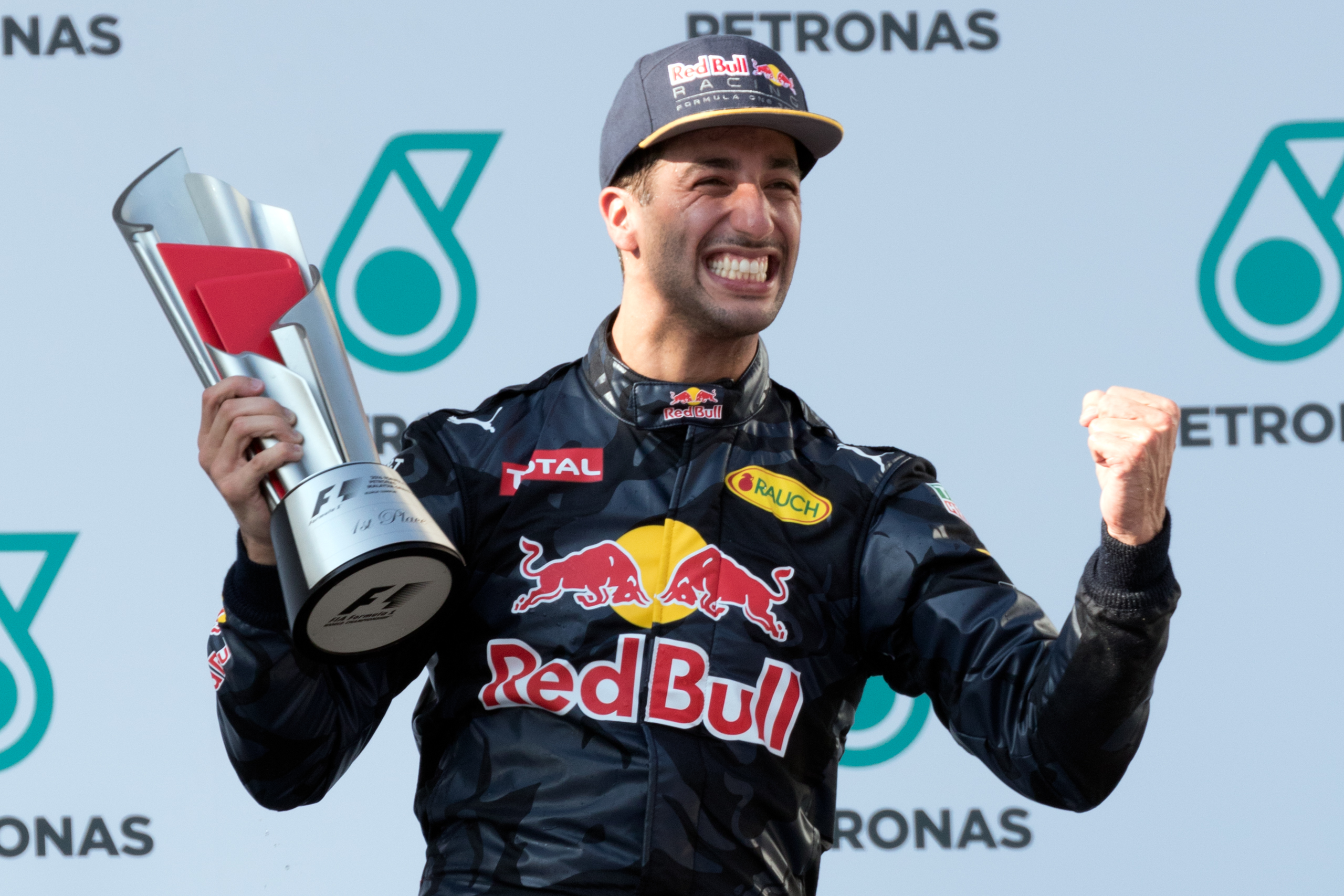
Daniel Ricciardo, vainqueur du Grand Prix automobile de Malaisie 2016.

Le Grand Prix de Malaisie 2016 représente :
- la 57e pole position de Lewis Hamilton et son 100e départ en première ligne[12],[13] ;
- la 4e victoire de sa carrière pour Daniel Ricciardo[14] ;
- la 52e victoire de Red Bull Racing en tant que constructeur[15] ;
- le 20e meilleur tour en course pour Nico Rosberg[16] ;
- le 17e doublé pour Red Bull Racing en tant que constructeur[17] ;
- la 2e victoire pour Tag Heuer en tant que motoriste[18] ;
- le 300e départ en Grand Prix de Jenson Button ; il rejoint Rubens Barrichello et Michael Schumacher dans le cercle fermé des pilotes ayant disputé au moins 300 courses comptant pour le championnat du monde de Formule 1[19],[20].

Au cours de ce Grand Prix :
- Lewis Hamilton bat, en 1 min 32 s 850 lors des qualifications, le record de la piste détenu depuis 2004 par Michael Schumacher sur une Ferrari F2004 (1 min 33 s 074)[21] ;
- Valtteri Bottas passe la barre des 400 points inscrits en Formule 1 (406 points)[22] ;
- Jolyon Palmer inscrit son 1er point en Formule 1[23] ;
- À l'issue de cette course où Nico Hülkenberg inscrit 4 points et Sergio Pérez en marque 8, les deux coéquipiers chez Force India comptent tous deux 340 points inscrits depuis leurs débuts en championnat du monde[24],[25] ;
- En s'imposant, Daniel Ricciardo interrompt une série de dix victoires consécutives de Mercedes. Le record reste propriété de McLaren avec onze victoires consécutives en 1988[26] ;
- Max Verstappen est élu « Pilote du jour » lors d'un vote organisé sur le site officiel de la Formule 1[27] ;
- Derek Warwick (146 départs en Grands Prix de Formule 1 dont deux meilleurs tours en course et quatre podiums, vainqueur des 24 Heures du Mans 1992) a été nommé par la FIA conseiller pour aider dans leurs jugements le groupe des commissaires de course[28].